# Kulturmaterialismus
Der Kulturmaterialismus ist eine von Marvin Harris begründete kulturanthropologische Theorie, welche Kultur auf ihre materiellen Voraussetzungen zurückführt, also auf Geographie, Klima, Umweltbedingungen (z. B. Wasser- und Nahrungsressourcen). Kulturen sind demnach Systeme, die sich an gegebene Umweltbedingungen anpassen und ausgehend von Ökologie und Geographie zu erklären sind (im Gegensatz zum Strukturalismus). Der Begriff Cultural materialism wurde von Harris 1968 in seinem Buch The Rise of Anthropological Theory eingeführt. Die Theorie basiert auf Ansätzen des marxistischen Materialismus und der Evolutionstheorie.
Das dieser Theorie zu Grunde liegende Prinzip des infrastrukturellen Determinismus besagt, dass die Umweltbedingungen bzw. die natürlichen Ressourcen die ökonomischen Bedingungen und das Bevölkerungswachstum bzw. die Reproduktionsmöglichkeiten von Kultur und Gesellschaft determinieren. Harris sagte 1979 über seinen Ansatz: „It is based on the simple premise that human social life is a response to the practical problems of earthly existence.“ (Er basiert auf der einfachen Annahme, dass das menschliche Sozialleben eine Antwort auf die praktischen Probleme der Existenz auf der Erde ist.)
Harris unterscheidet in Anlehnung an den Marxismus drei Kulturebenen:
- Infrastruktur – Produktion und Reproduktion (Biozönose, Technologie, Demografie) in Interaktion mit der Umwelt und elementar für die Entwicklung und Ausprägung von Struktur und Superstruktur
- Struktur – Verwandtschaft, Politik, Religion, Krieg, wirtschaftliche Organisation
- Superstruktur – Verhalten und Denken, die wiederum auf Infrastruktur und Struktur zurückwirken

Kultur (Struktur) resultiert nach Harris also aus dem Anpassungsdruck an die ökologischen Rahmenbedingungen. Anhand dieses Musters erklärt er den Aufstieg und Niedergang von Kulturen. Er hofft, mittels dieser Methode Erkenntnis in Bezug auf die Herkunft, Beibehaltung und Veränderung von soziokulturellen Unterschieden und Gemeinsamkeiten zu gewinnen. Darüber hinaus setzte er sich zum Ziel, Wissenschaft nicht allein als Ansammlung von Wissen zu betreiben, sondern auch anwendungsbezogene Erkenntnisse zu ermöglichen. Dies soll durch einen Zugriff auf Struktur und Superstruktur geschehen, um eine Verbesserung von Gesellschaften und nicht zuletzt einen bewussteren und nachhaltigeren Umgang mit der Infrastruktur zu erreichen.
Der Kulturmaterialismus entstand als Gegenrichtung zu den Theorien des Funktionalismus und des Strukturalismus, vertreten unter anderem von Mary Douglas, Claude Lévi-Strauss und Émile Durkheim.

## Entwicklung von Kulturen aus kulturmaterialistischer Sicht
Laut Harris und auch Jared Diamond ist die Entwicklung und somit auch das Scheitern von einstigen Gesellschaften auf ein Ungleichgewicht zwischen natürlichen Ressourcen, ökonomischer Produktion und demographischer Entwicklung zurückzuführen – eine ökonomische Produktion, die nicht den natürlichen Ressourcen angemessen ist (z. B. Überweidung oder Raubbau), führt zur Überbeanspruchung und Erschöpfung ebendieser Ressourcen und in Folge zum Zusammenbruch der Wirtschaft (welche sich selbst ihre ökologische Basis entzog). Dadurch kommt es zu einer negativen demographischen Entwicklung (Hungersnöte, Abwanderung etc.), was die kulturtragende Gesellschaft / die Kultur selbst der existenziellen Grundlage enthebt.
Eine Gesellschaft kann jedoch durch Normen und Sanktionen oder auch durch technologische Innovationen diese Entwicklung verlangsamen/mildern. So ist nach Harris der Wechsel vom Wildbeutertum zur Landwirtschaft zu erklären: das vergleichsweise bequeme Wildbeutertum erlaubt nur geringe Bevölkerungsdichten oder führt bei großen Bevölkerungsgruppen zur Überbeanspruchung des Wildbestands (Bsp.: Aussterben des Mammuts). Die Landwirtschaft hingegen ermöglicht größere Bevölkerungsdichten und Gesamtpopulationen, erfordert jedoch eine gänzliche andere Organisation der Gesellschaft als ein Gemeinwesen von Jägern und Sammlern, also einen Kulturwandel. Doch auch Landwirtschaft und Nutztierhaltung kennen Wachstumsgrenzen – das Überschreiten dieser Grenzen (Erosion, Versalzung, Totalverlust landwirtschaftlicher Nutzflächen durch Überbeanspruchung) war nach Harris ausschlaggebend für den Untergang der antiken Hochkulturen des Orients und Mittelmeerraums sowie des Maya-Reichs.
Ähnlich argumentiert Dennis L. Meadows in seinem 1972 erschienenen Buch Die Grenzen des Wachstums.